# Ermitage Saint-Gerbold
L'ermitage Saint-Gerbold est un ancien édifice religieux, du XVe siècle, qui se dresse sur le territoire de la commune française de Gratot, dans le département de la Manche, en région Normandie. Il est l’un des derniers ermitages bâtis existant encore en France.
L'ermitage, aujourd’hui l'un des sites du réseau départemental des sites et musées de la Manche mis en place à l'époque par le conseil général, devenu conseil départemental, est classé aux monuments historiques.

## Localisation
L'ermitage est situé à un kilomètre à l'est-nord-est du château de Gratot, dans le département français de la Manche.

## Historique

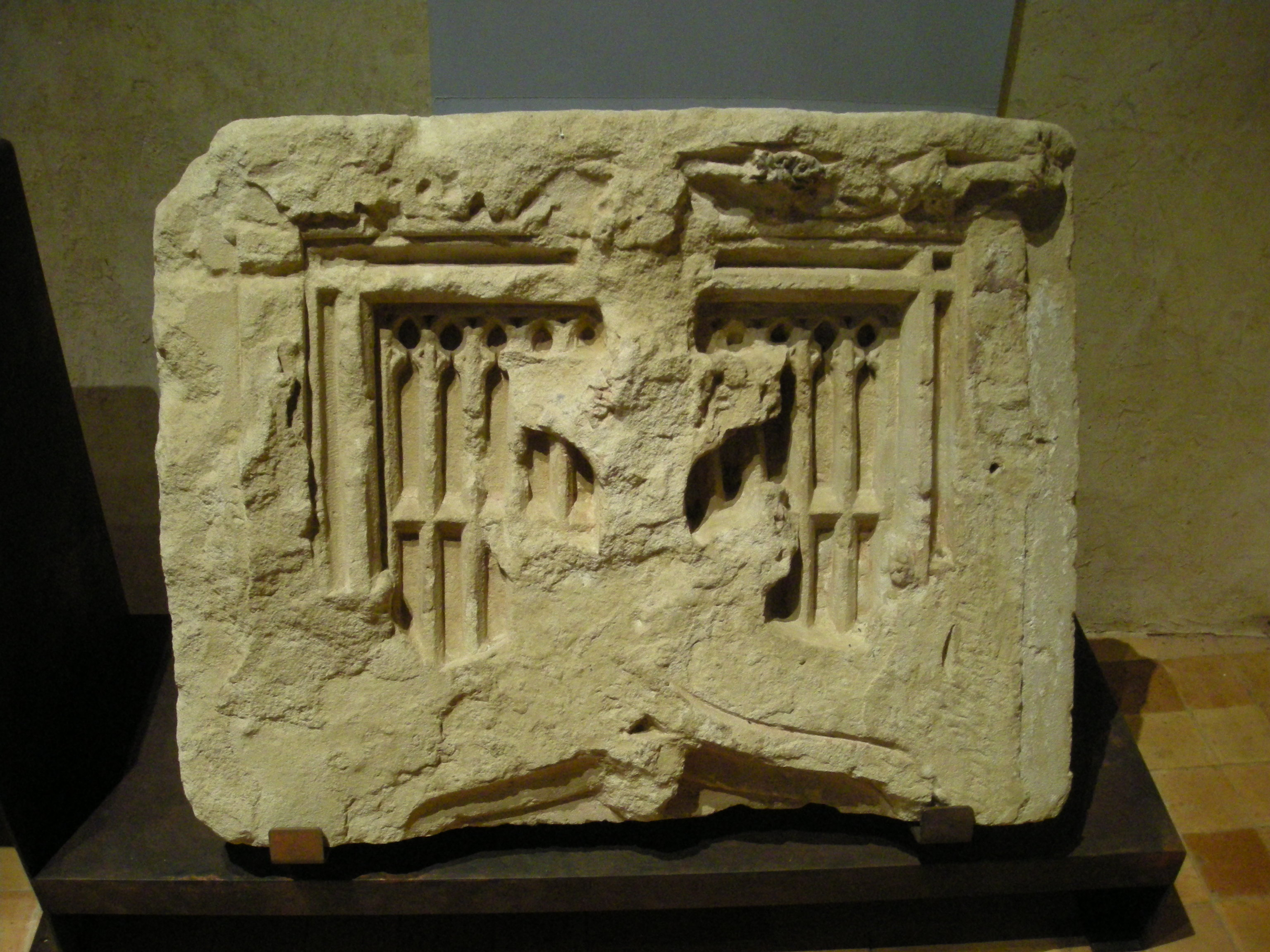
Linteau ayant probablement encadré l'épitaphe de Philippe d'Argouges et Marguerite de la Champagne.

Entre 1403 et 1418, Philippe d’Argouges, seigneur de Gratot, fait construire une chapelle dédiée à saint Gerbold. Ce saint fut en effet au VIIe siècle évêque de Bayeux, la ville d’origine des d’Argouges. Toujours propriété de cette famille au XVIIe siècle, la chapelle est transformée en ermitage entre 1619 et 1623. Un ermite y habite aux XVIIe et XVIIIe siècles, et il peut recevoir des gens et se déplacer au château de Gratot. Une légende locale prétend qu'il existait un souterrain entre l'ermitage et le château distant d'un kilomètre à vol d'oiseau,. Un lopin de terre est même offert par un paroissien afin que l’ermite puisse cultiver son « jardin à herbes » (son potager). L'un des ermites, Gilles Dancel († 1660), sous le nom de frère Gilles de Saint-Joseph, poète à ses heures, écrit La Trompette de l'Union dédiée à Louis d'Argouges, premier marquis de Gratot.
Confisqué et vendu comme bien national à la Révolution, l’édifice retourne à la famille d’Argouges au début du XIXe siècle et redevient ermitage jusqu’au décès de son dernier occupant en 1830. Vendu à nouveau, ses propriétaires successifs s’en désintéressent peu à peu, ou ne trouvent pas les moyens nécessaires à sa reconstruction.
Déjà à l'abandon en 1878, l’édifice tombe en ruine. Il semble avoir, depuis sa désaffectation, servi de dépendance agricole. Peu à peu délaissé, il s’effondre progressivement, surtout sous le coup des intempéries. Plusieurs tentatives de restauration effectuées après la dernière guerre échouent. La voûte s’écroule vers 1947.
Sous l’impulsion de son ultime propriétaire et d’associations de passionnés, l’édifice est classé au titre des monuments historiques en 1995. En 2000, il est acquis par le conseil général de la Manche, qui le fait restaurer et l’ouvre au public en 2006.

### Une découverte historique

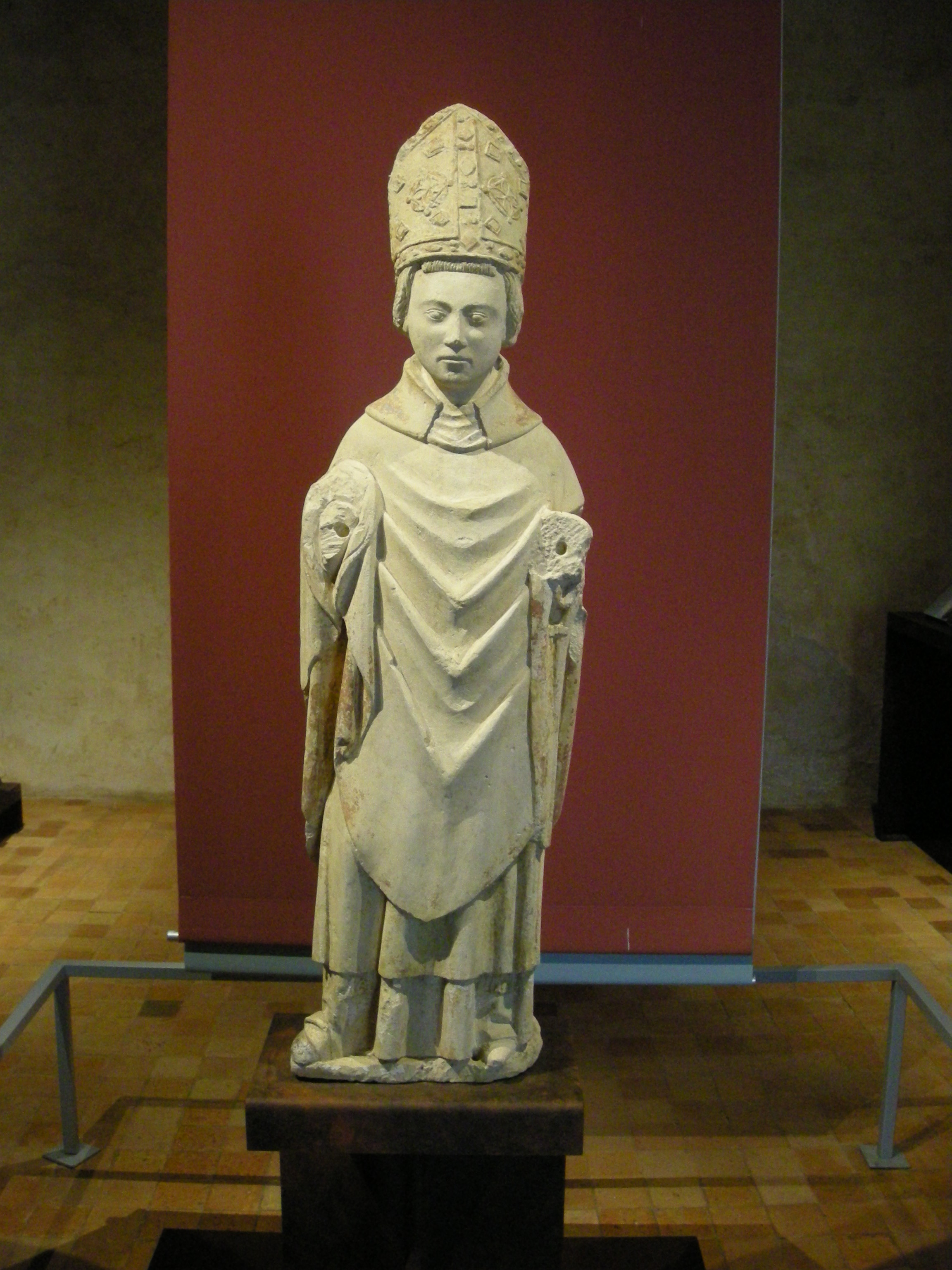
La statue restaurée.

Au cours de la restauration de l’ermitage, la terre, accumulée dans la nef, est dégagée. Une statue est alors exhumée sans que personne ait eu connaissance de sa présence. C’est la statue du saint évêque Gerbold, qui servait aux offices dans la chapelle.
Elle avait probablement été enterrée par des fidèles lors de l’abandon des rites sur le site pendant la Révolution et ce pour la protéger des iconoclastes. Datée du milieu du XVe siècle, elle fut présentée à l’abbaye de Hambye, dans l'exposition temporaire Fragments d'Histoire.

### La légende du saint guérisseur
Fêté le 7 décembre et invoqué pour la guérison des troubles digestifs, saint Gerbold vécut à la fin du VIIe siècle.
Peu de témoignages attestent de son existence et son lieu d’origine est incertain. Il naît probablement dans le Calvados puis vit en Angleterre, comme intendant chez un riche seigneur. L’épouse de ce seigneur lui fait vainement plusieurs avances, et, furieuse de son indifférence, l’accuse d’avoir abusé d’elle.
Gerbold est jeté à la mer, attaché à une meule. La pierre devient par miracle une embarcation qui lui permet de rejoindre le rivage de Ver-sur-Mer, près de Bayeux. Il décide alors d’y vivre en ermite jusqu’au jour où la population, connaissant ses miracles, lui demande de succéder à l’évêque, récemment décédé.
L’austérité et la rigueur morale de son épiscopat lui valent l’inimitié des Bayeusains qui le chassent. Furieux, l’évêque jette son anneau épiscopal à la rivière, jurant qu’il ne reviendra à la tête du diocèse qu’à la condition qu’on lui rapporte l’objet perdu. Bientôt, un châtiment divin accable la population qui s’est détournée de la religion : le pays est frappé d’une épidémie de dysenterie.
Seul celui qui a quitté son siège d’évêque peut les guérir. Or, un pêcheur découvre l’anneau de saint Gerbold dans le ventre d’un poisson. L’ermite tient sa parole. Il revient au siège épiscopal et l’épidémie cesse.
Saint Gerbold meurt en 695. Des reliques de son corps sont conservées au musée Baron Gérard de Bayeux et à l’église du Petit Celland.
Rien n’indique qu’il soit venu à Gratot. Philippe d’Argouges lui a dédié une chapelle huit siècles plus tard probablement parce que la famille d’Argouges était originaire de Bayeux. On peut aussi supposer que la chapelle est devenue ermitage toujours en son honneur, puisqu’il a vécu plusieurs années en ermite.

## Protection aux monuments historiques
L'ermitage est classé au titre des monuments historiques par arrêté du 12 octobre 1995.

## Visite
Sur le site entourant l’ermitage, des panneaux évoquent la légende du saint-évêque, l’évolution du bâti, la vie spirituelle et quotidienne des ermites, ainsi que différents lieux liés à l’ermitage Saint-Gerbold ou à l’évêque de Bayeux en Basse-Normandie. Le site est en permanence ouvert à la visite libre.
L’édifice est ouvert à la visite guidée qu'à certaines périodes de l’année, dont les Journées du patrimoine. On y découvre quelques décors polychromes dans la chapelle, et l’on y visite les pièces à vivre de l’ermite.

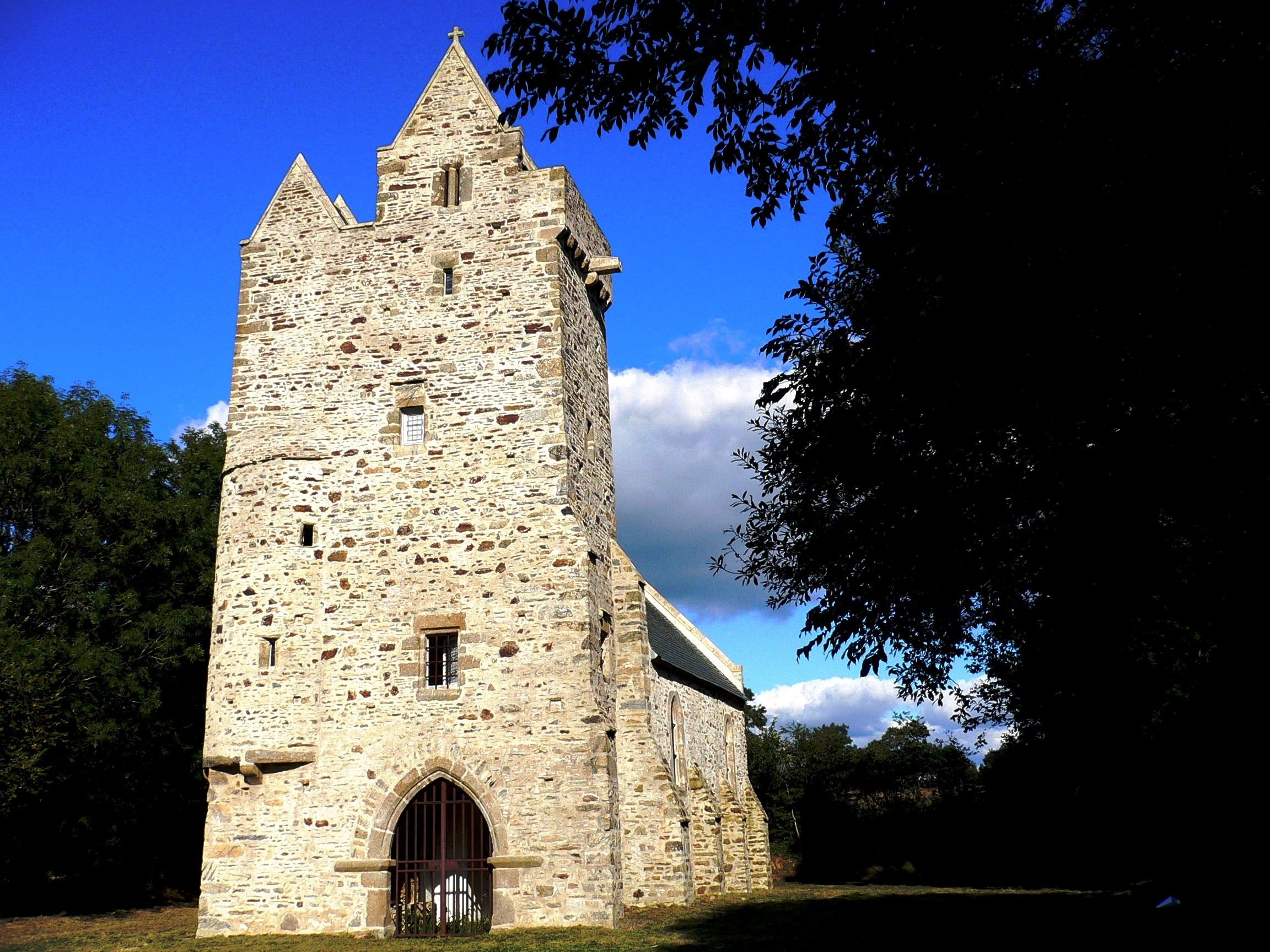
L'ermitage Saint-Gerbold.
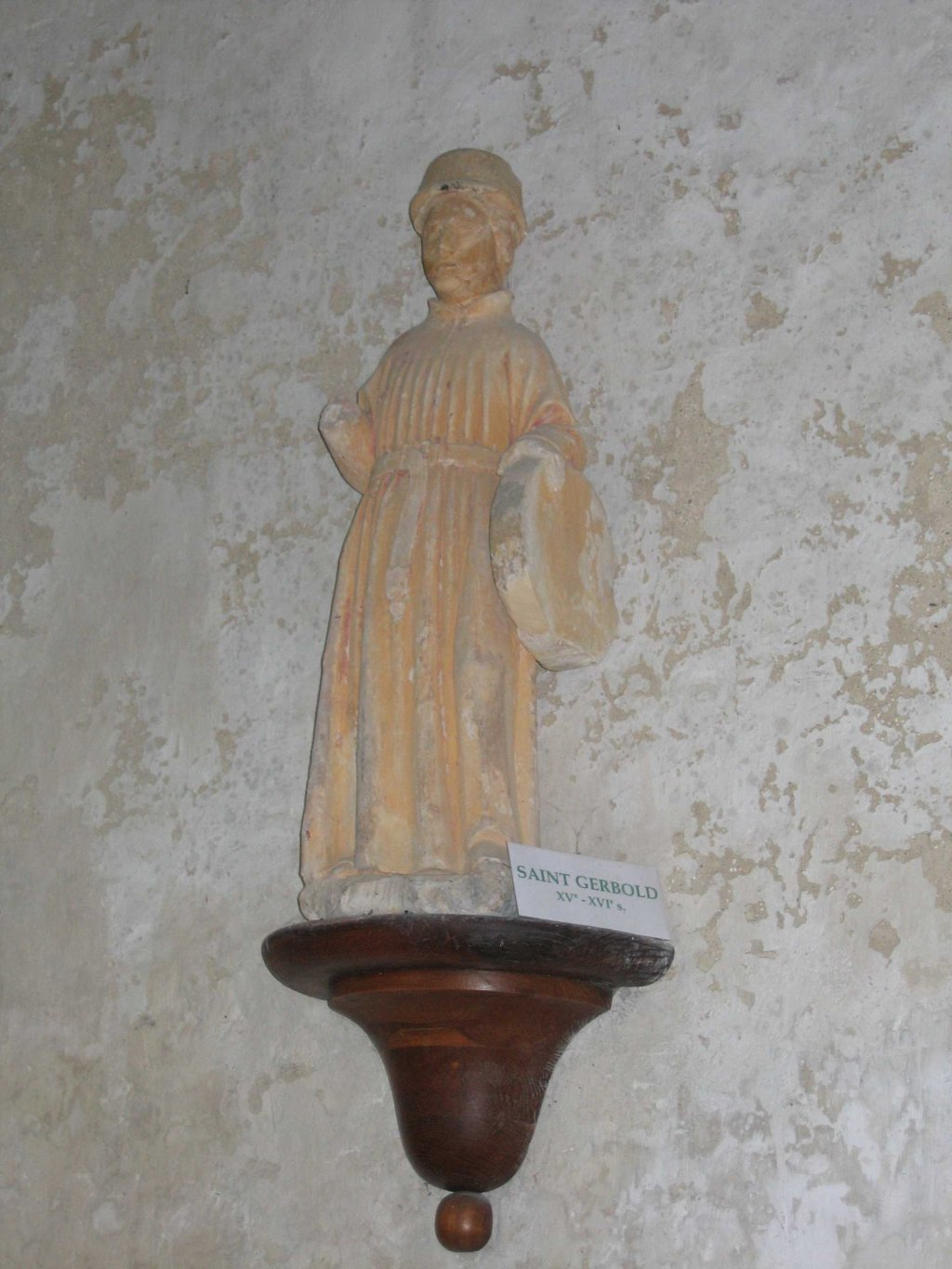
Saint Gerbold.